# Siège de Pensacola
Guerre d'indépendance des États-Unis
Le siège de Pensacola oppose, du 9 mars au 9 mai 1781, une armée espagnole alors en campagne aux côtés de la France, à l'armée britannique pour le contrôle de la Floride, dans le cadre de la guerre d'indépendance des États-Unis. Le siège se termine par une victoire espagnole qui lui permet de garder le territoire conquis lors de la paix de 1783.

## Le contexte général (1779 – 1780)
En avril 1779, l’Espagne entre dans la Guerre d’Indépendance américaine aux côtés de la France contre l’Angleterre. Pour Madrid, il s’agit surtout de profiter de l’occasion pour récupérer des territoires perdus dans des guerres précédentes : Gibraltar, Minorque (depuis 1713) et le golfe du Mexique avec la Floride (depuis 1763). 
A la mi juillet 1779, lorsque le gouverneur espagnol de la Louisiane, le général Bernardo de Gálvez reçoit la confirmation de la déclaration de guerre, il lance une expédition pour établir la suprématie espagnole sur le Mississippi inférieur en surprenant et capturant les forts britanniques sur la rive est du fleuve. Après ce succès, il porte ses efforts sur le long de la côte et attaque Mobile qui tombe en mars 1780 après un bref siège . Ne reste plus aux Anglais que la Floride occidentale défendue par le fort de Pensacola. 
Cette place est défendue par une garnison assez importante et n’est guère accessible que par la mer. L’attaque est rendue possible en 1780 avec l’arrivée d’une puissante escadre porteuse de 10 000 hommes de troupe sous les ordres de José Solano y Bote. Son but est de renforcer la garnison de Cuba (afin d’éviter le renouvellement de l’humiliante invasion et défaite de 1762) puis d’attaquer le commerce et les possessions anglaises. Solano fait sa jonction avec les forces du comte de Guichen qui commande la flotte française aux Antilles cette année là. Tous deux se retrouvent à La Havane pendant le mois de juillet. 
A son arrivée, José Solano croise dans les eaux des Caraïbes pour tenter d’intercepter un grand convoi britannique mais n’y parvient pas. Rentré à La Havane avec son escadre, il participe à un conseil pour discuter de la suite des opérations. Décision est prise d’attaquer Pensacola malgré les appréhensions de Solano qui fait remarquer que c’est la saison des ouragans, deux d’entre eux, dont un extraordinairement violent, venant de frapper lourdement les Antilles françaises, anglaises et hollandaises. Obéissant aux ordres, il appareille avec quatorze vaisseaux et cinquante-et-un transports pour se trouver pris dans le troisième ouragan de la saison, le 20 octobre. Solano est contraint de rentrer à La Havane, mais il a perdu 2 000 soldats dans le naufrage des navires qui les transportaient.

## Le siège et la prise de Pensacola (9 mars - 9 mai 1781)

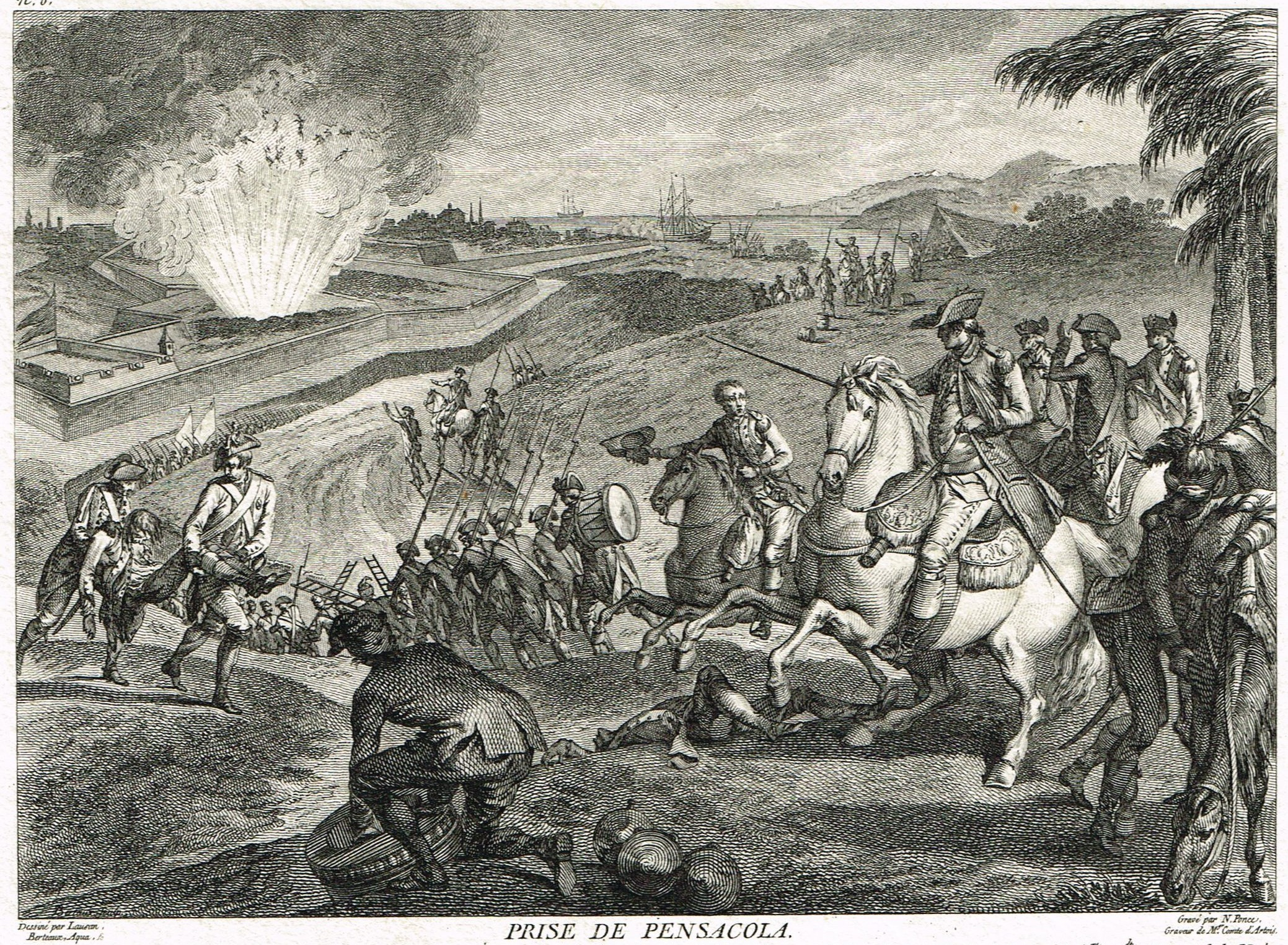
L’explosion de la Queen’s Redoubt le 8 mai 1781, précipite la chute du fort qui défend Pensaola.

Les Espagnols décident de repartir à l’attaque au début de 1781. Le commandement général est pris par le gouverneur de la Louisiane, le général Bernardo de Gálvez. L’escadre, qui comprend plus de trente voiles appareille le 28 février de La Havane avec 1 300 hommes. Le 9 mars, elle est en vue de Pensacola. 
La ville de Pensacola est située sur la rive nord-ouest de la baie du même nom, défendue par le Fort George situé sur une colline derrière la ville. Queen’s Redoubt (la « redoute de le reine ») couvre le fort depuis les hauteurs situées au-dessus du Fort George et une redoute secondaire garde le passage entre le Fort George et la Queen’s Redoubt. La place est défendue par les 1 193 soldats du général John Campbell, mais seulement 750 sont en état de combattre. L’entrée de la baie de Pensacola se fait par un passage étroit entre la pointe ouest de l’île de Santa Rosa où les Britanniques ont installé une batterie d’artillerie, et la terre ferme. Sur ses falaises rouges, ils ont aussi érigé une position fortifiée d’artillerie. La seule force navale présente est une paire de sloops armés. 
Aussitôt arrivé, Bernardo de Gálvez met à terre un détachement sur l’île de Santa Rosa, lequel  trouve la position abandonnée et la batterie démolie. Les Espagnols y installent leur propre artillerie et s’emploient à repousser les sloops armés qui se mettent en station près de l’entrée de la baie. Les navires de guerre finissent par se mettre à l’abri au fond de la baie et leurs équipages sont mis à terre pour aider les batteries des fortifications. Les officiers de la flotte espagnole renâclent à l’idée d’entrer dans la baie car ils redoutent de s’échouer sur les petits fonds et la destruction des navires par les canons des falaises rouges. Un vaisseau de 64 canons, le San Ramon, tente le passage, mais après avoir talonné, il doit renoncer et faire demi-tour. 
Gálvez doit de toute façon entrer dans la baie s’il veut assiéger Fort George. Le 18 mars, payant de sa personne, il prend lui même le commandement d’un brick venu de La Nouvelle-Orléans, le Galveztown, et de trois galères pour forcer le passage. Heureusement pour lui, les Britanniques ont placé leurs canons de telle sorte qu’ils ne peuvent pas suffisamment les pointer vers le bas pour atteindre les bâtiments dans le chenal. Les boulets passent par-dessus les navires et l’opération n’occasionne que de légers dégâts. Ce succès pousse les officiers de la flotte à tenter le passage ce qu’ils réussissent le 19 mars à l’exception d’un seul. Le jour même les troupes commencent à débarquer dans la baie, mais les opérations ne débutent pas tout de suite car Bernardo de Gálvez manque d’hommes et attend des renforts. Le 22 mars, des troupes arrivent depuis Mobile en marchant le long de la côte. Le 23 mars, seize navires partis de La Nouvelle-Orléans apportent un contingent de 1 400 hommes. Le même jour, Galvez peut commencer le siège de Fort George. 
Le 31 mars, des rapports signalent l’arrivée d’une flotte battant pavillon anglais. Ce sont les neuf navires de George Brydges Rodney qui viennent observer la situation. Les vaisseaux espagnols étant plus nombreux, Rodney évite tout engagement, mais à La Havane les autorités, inquiètes, décident d’envoyer à Pensacola tous les navires restés disponibles. Dans le port se trouve aussi une division française qui vient d’escorter depuis le Mexique un convoi espagnol. Son commandant, le chef d'escadre de Monteil, accepte de prêter main-forte aux Espagnols en se plaçant sous le commandement de José Solano. Outre les quatre (ou cinq) vaisseaux et quelques plus petits navires, de Monteil arrive aussi avec un corps de débarquement de 725 hommes. Ces troupes sont mises à terre le 19 avril. De Monteil, qui trouve que le siège avance trop lentement propose de faire entrer trois de ses navires dans la baie. Les Espagnols sont réticents puis acceptent, mais un coup de vent annule l’opération, forçant la division française à rester au large au-delà de la barre. 
Pensacola est entourée de forêts marécageuses et le climat chaud y favorise les maladies tropicales, ce qui gène considérablement les belligérants et explique pour partie la lenteur du siège. Avant l’arrivée des renforts, les effectifs de Bernardo de Gálvez ont été réduits à 2 000 hommes aptes au combat avec lesquels il fait face, selon ses estimations, à un nombre égal de troupes ennemies, y compris 1 000 Amérindiens. Les renforts portent ses effectifs à 7 800 hommes. Il s’agit d’une troupe composite qui compte un peu plus de 3 500 grenadiers espagnols, des Créoles de la Louisiane, des Noirs libérés, des mercenaires belges wallons, irlandais, haïtiens, des alliés amérindiens, 1 500 marins venus de la flotte et les 725 soldats français. Alors que les opérations ont commencé depuis plus d’un mois, les tranchées commencent à peine à être ouvertes. Jour après jour, cependant, elles se rapprochent des forts et des redoutes britanniques, permettant aux pièces d’artillerie de siège d’arriver à portée de tir. À partir du 24 avril, les brigantins et les frégates ajoutent leurs feux à celui des pièces de siège. 
Le 8 mai, une bombe tirée d’une batterie de siège tombe sur l’entrée de la soute à munition de la Queen’s Redoubt, mettant le feu aux munitions, lesquelles provoquent à leur tour une explosion spectaculaire causant de gros dégâts et la mort de 114 soldats. La redoute est immédiatement prise par les Espagnols ce qui rend la position de Fort George intenable. Le 9 mai le général Campbell capitule après onze ou douze jours de tranchée ouverte et soixante-et-un jours depuis le débarquement sur l’île de Santa Rosa. Il livre aux vainqueurs 1 400 prisonniers avec plusieurs centaines de Noirs et d’Amérindiens alliés, 153 à 193 pièces d’artillerie et l’un des deux sloops armés qui n’a pas été incendié. L’absence de la Royal Navy qui n’a pu ni ravitailler la ville ni tenter de chasser les navires espagnols et français car elle avait trop de théâtres d’opérations à surveiller, a dès le début condamné la garnison anglaise a une résistance sans espoir. L’Espagne contrôle désormais toute la Floride occidentale.

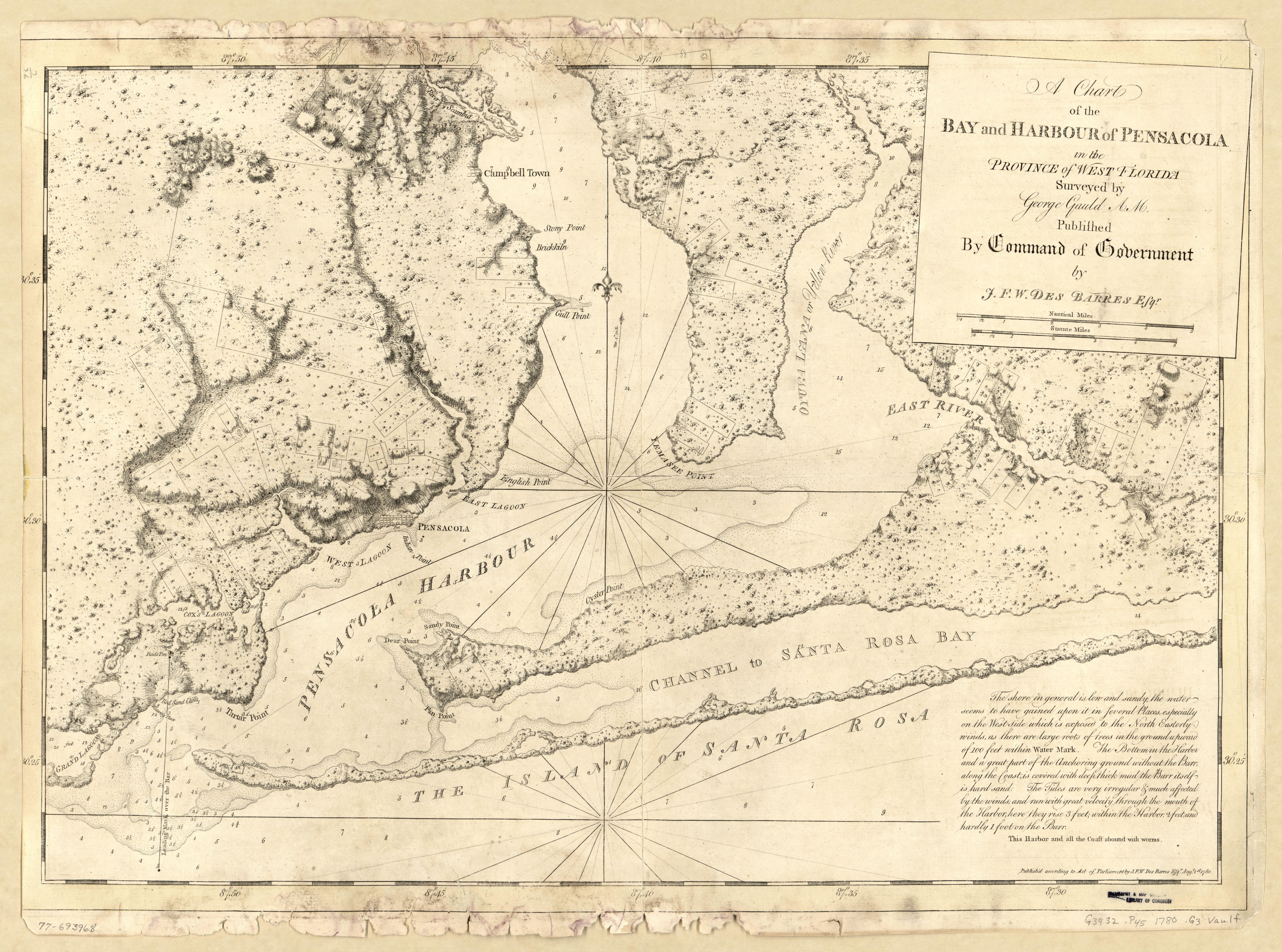
Carte anglaise de 1780 présentant la baie de Pensacola.
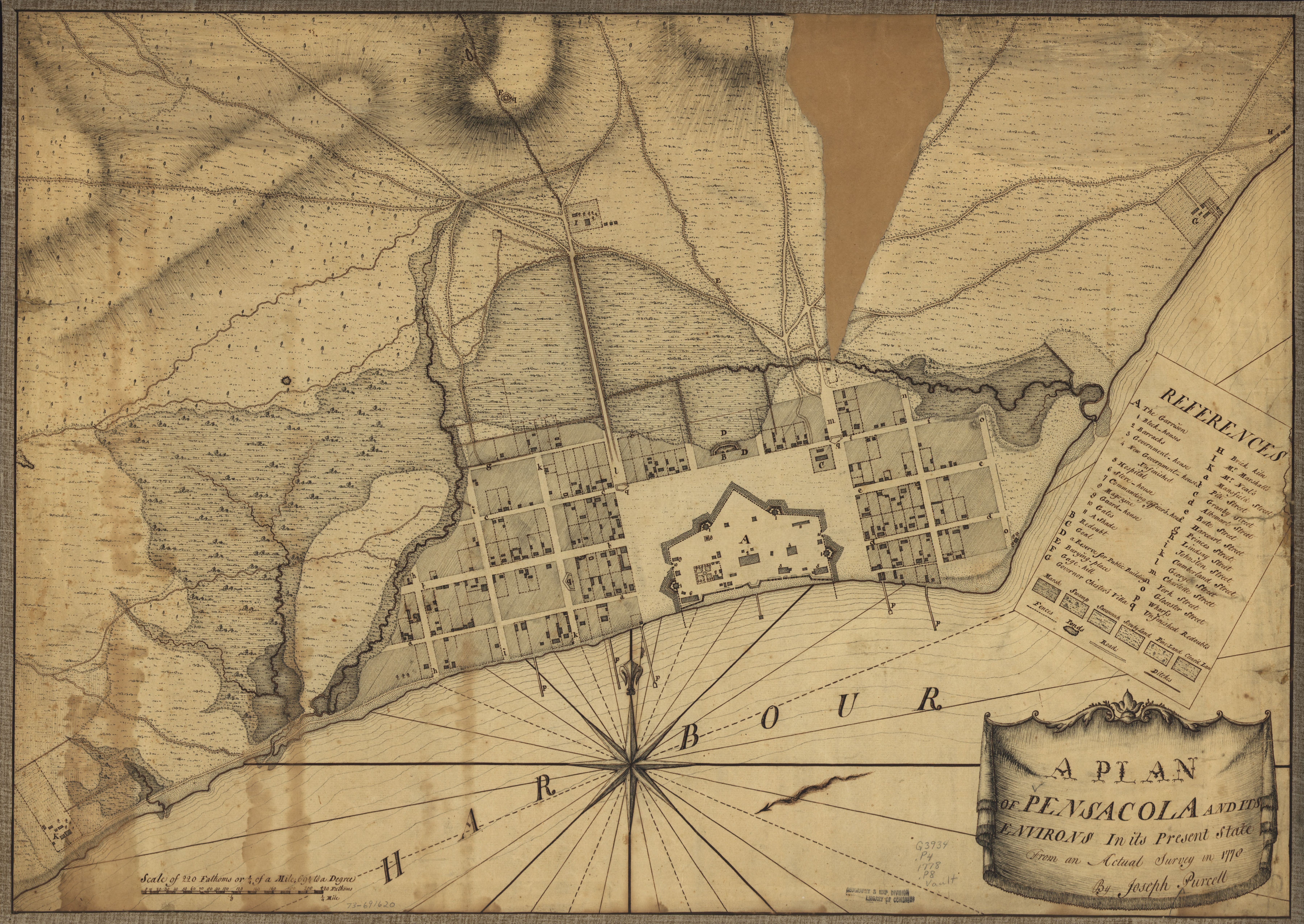
Carte anglaise de 1778 présentant la ville de Pensacola avec son port et ses fortifications.
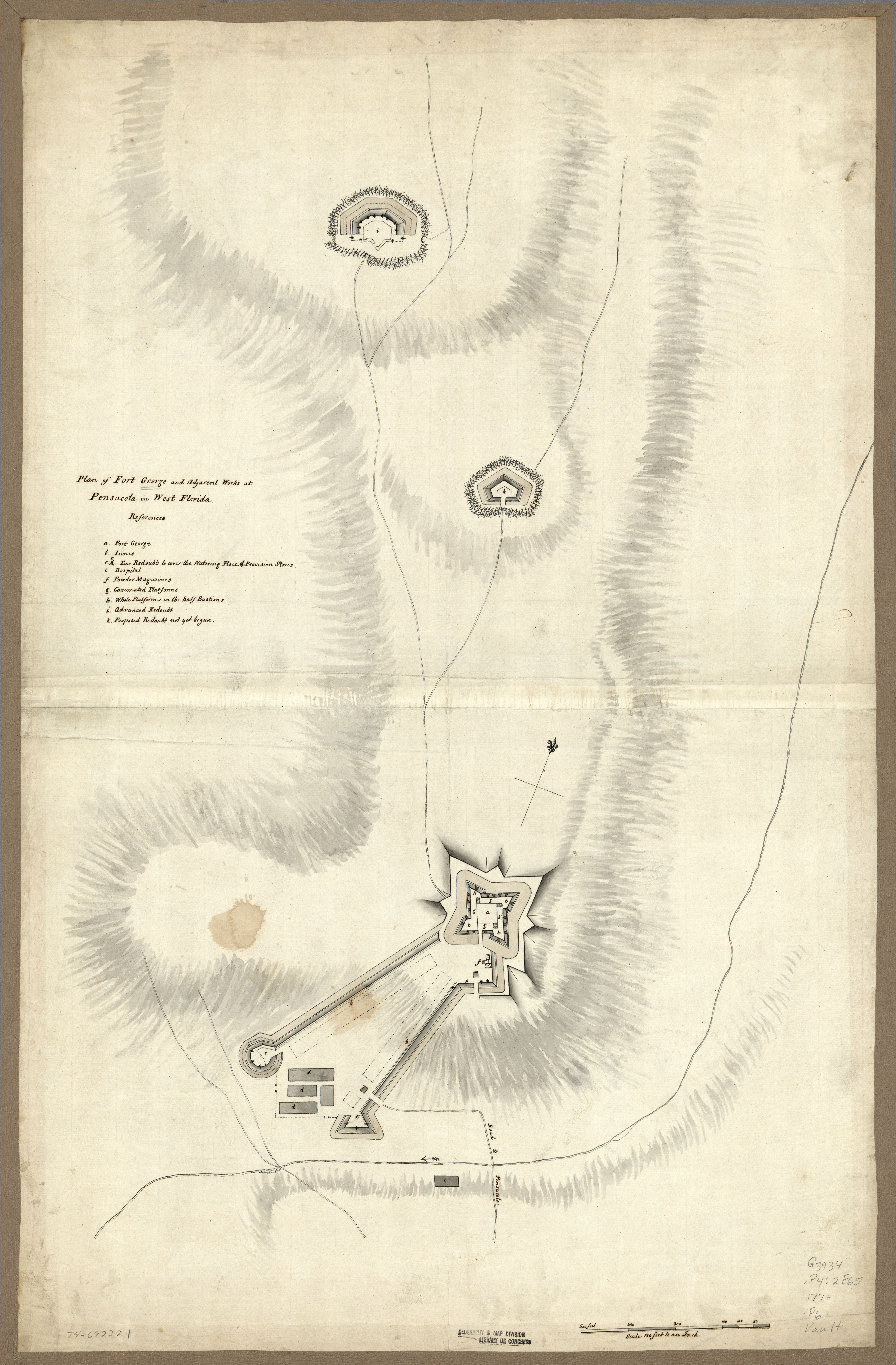
Plan anglais du Fort George et de ses redoutes publié vers 1770.

## Les suites de l’affaire
Les prisonniers sont évacués vers La Havane où Bernardo de Gálvez est accueilli en héros le 30 mai avant d’être fait lieutenant général par le roi Charles III. La carrière du général Campbell ne souffrira pas de sa défaite. Rapidement libéré, il va occuper de 1783 à 1787 le poste de commandant en chef en Amérique du Nord. Les Français, qui se sont fortement impliqués dans les dernières semaines du siège, repartent avec les remerciements de  Bernardo de Gálvez qui se loue de leur collaboration efficace. Cette victoire laisse le Royaume de Grande-Bretagne sans base sur le Golfe du Mexique. L'année suivante, l'armée espagnole poursuivra ses efforts en attaquant et en prenant l'île anglaise de New Providence aux Bahamas. Pensacola va rester entre les mains de Madrid jusqu’à la fin de la guerre et le traité de paix de 1783 entérinera cette acquisition. 
Par rapport à la guerre d’Indépendance américaine, ce siège tient peu de place dans l’Historiographie française qui se contente le plus souvent de relater le renfort apporté par de Monteil sans entrer dans le détail des efforts espagnols. La prise de Pensacola est vue comme un événement mineur car les enjeux les plus importants se trouvaient dans les Treize Colonies (1781 est l’année de la campagne décisive de la Chesapeake et de Yorktown). Les Espagnols, eux, y voient une victoire importante qui a contribué à effacer les humiliations de la fin du conflit précédent. Les lieux sont régulièrement fleuris par les autorités espagnoles (Juan Carlos et la reine Sophie en 2009). Quant au Fort George, il est inscrit au Registre national des lieux historiques américains depuis 1974. Celui-ci entretient le souvenir du siège avec des reconstitutions des ouvrages défensifs et des plaques commémoratives.

## Galerie historique

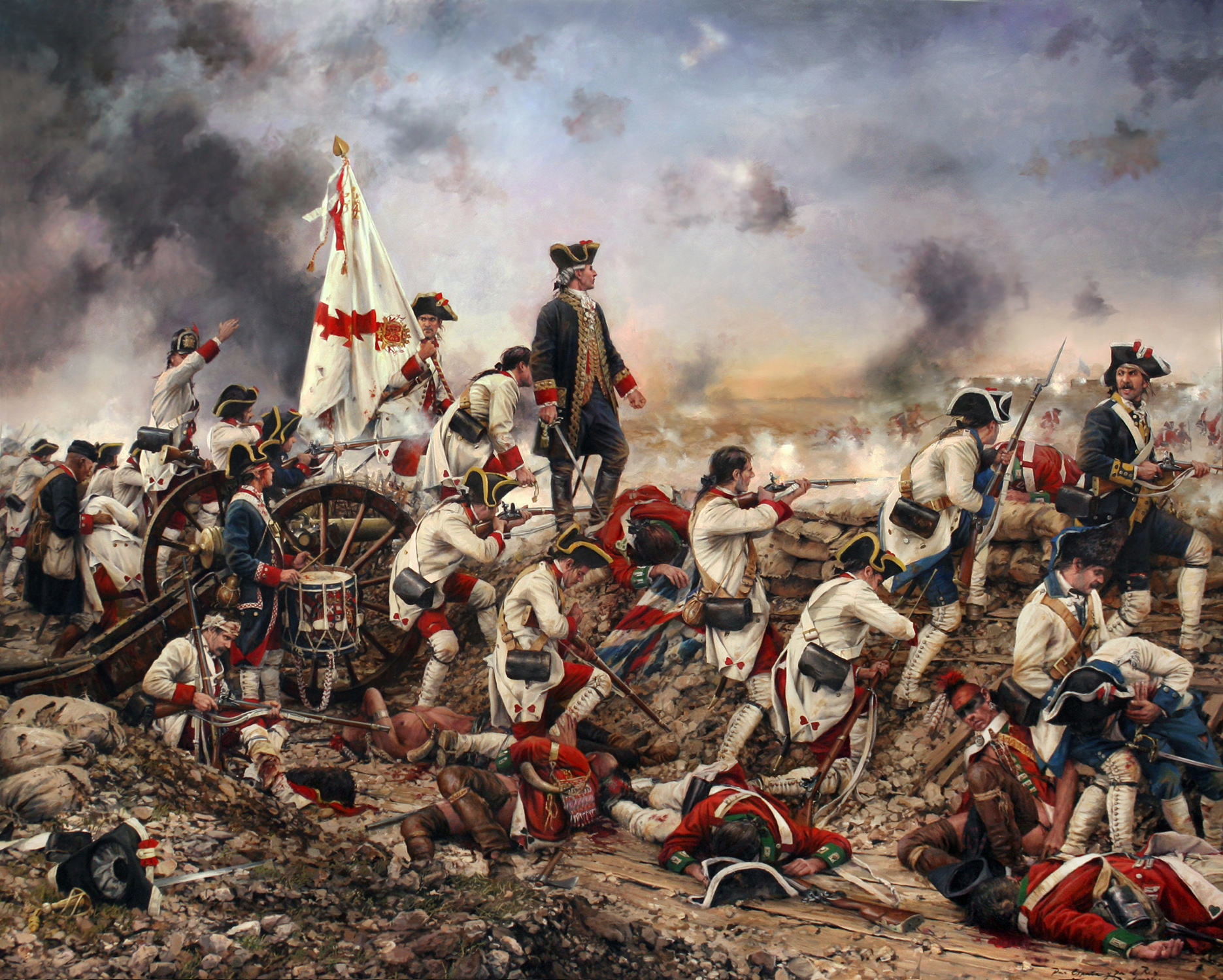
Bernardo de Gálvez à la tête de ses troupes sur une tranchée lors du siège de Fort George.
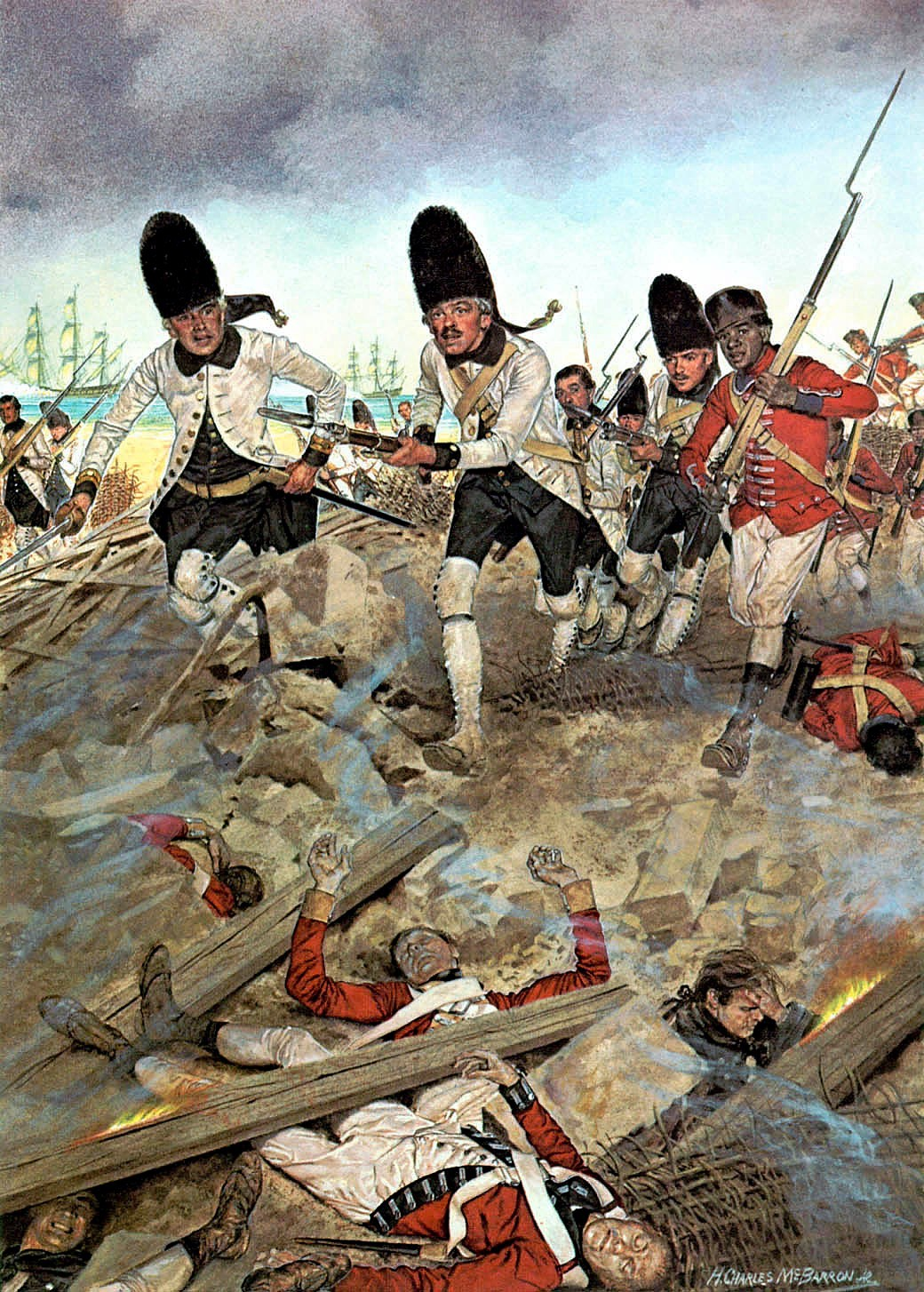
Troupes espagnoles à l’assaut s’emparant d’un retranchement ou d’une redoute anglaise.
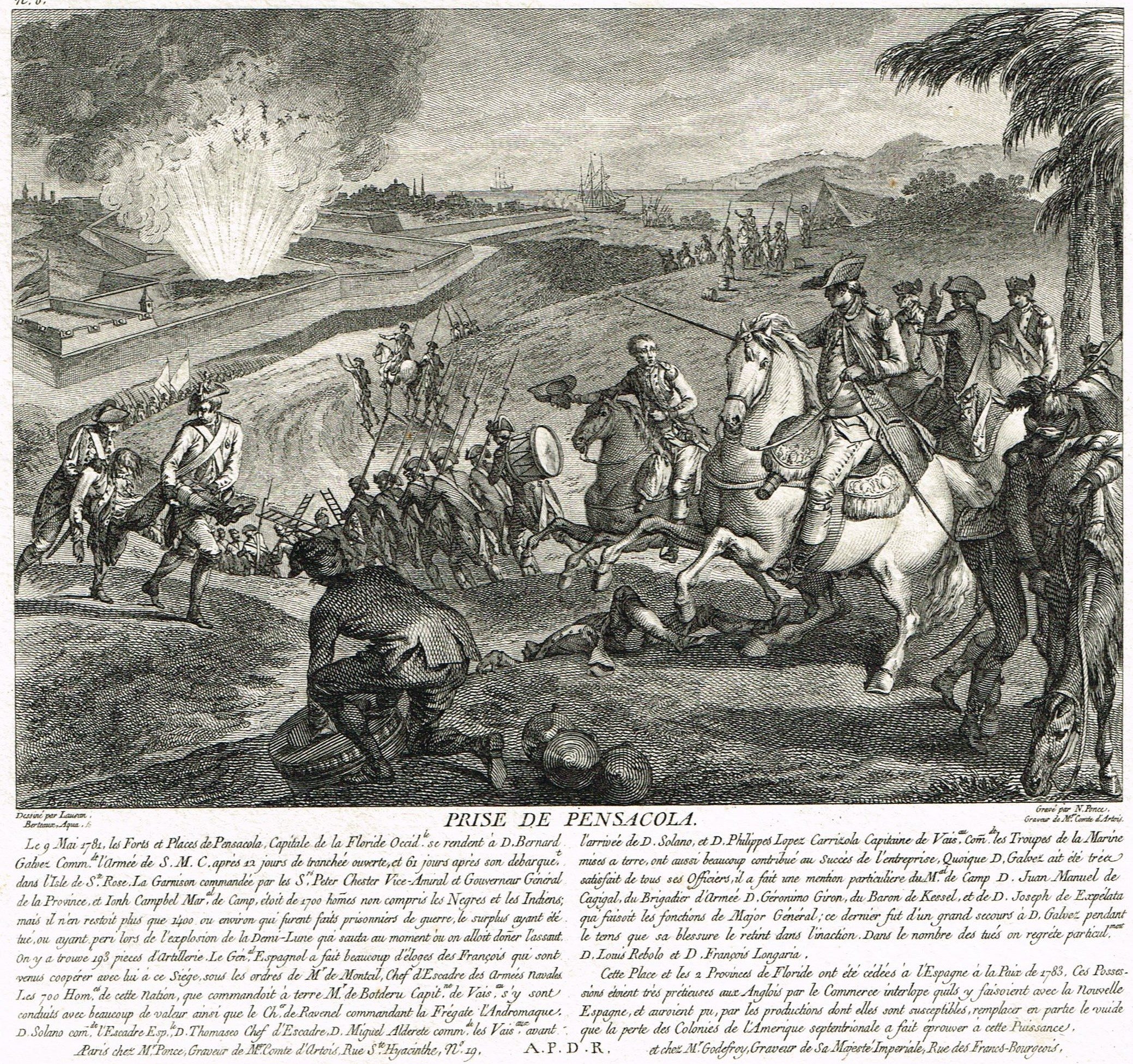
Gravure française d’époque accompagnée d’un texte résumant le siège de Pensacola.
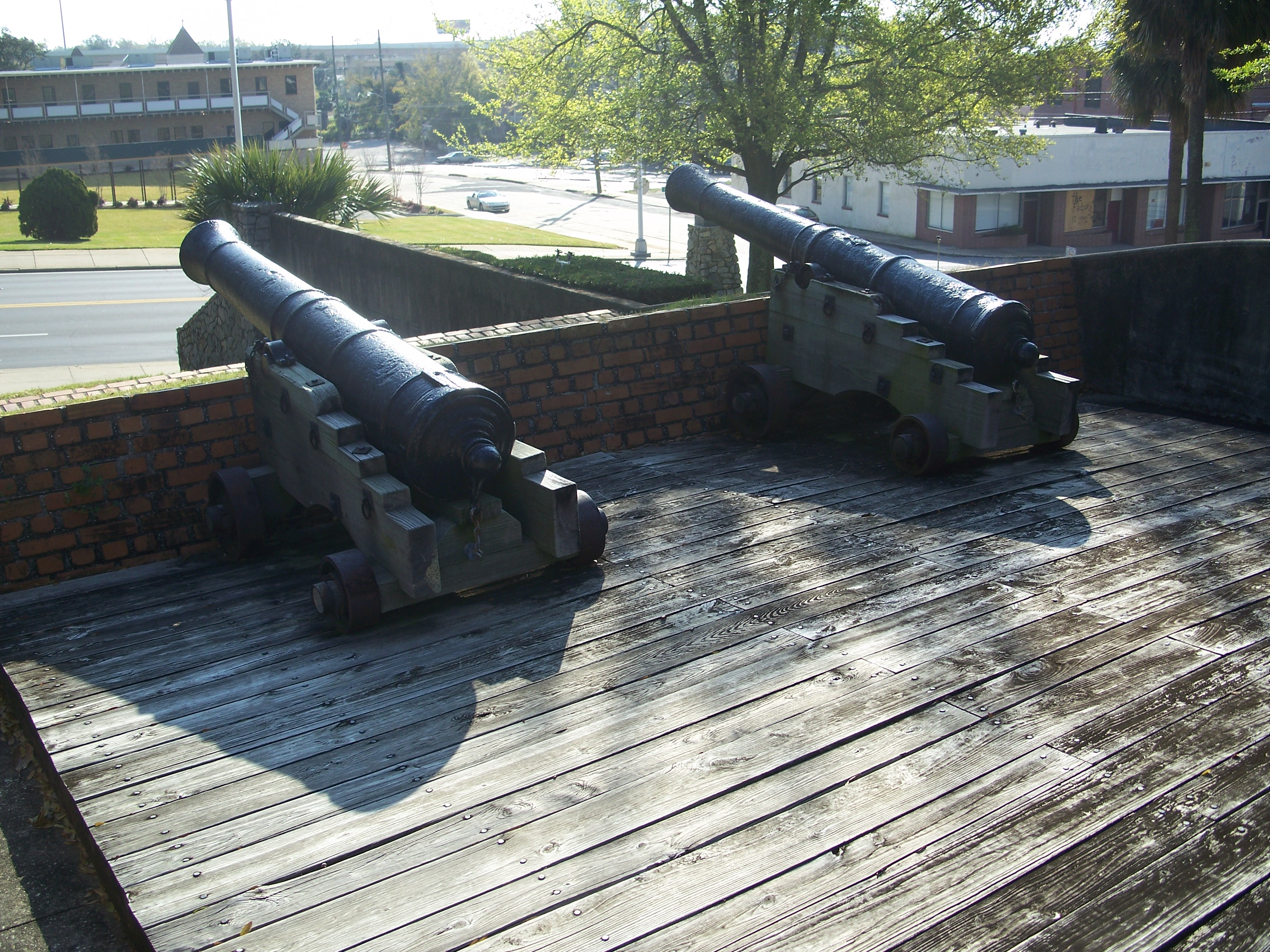
Reconstitution contemporaine d’une partie des murailles de Fort George et de ses canons.
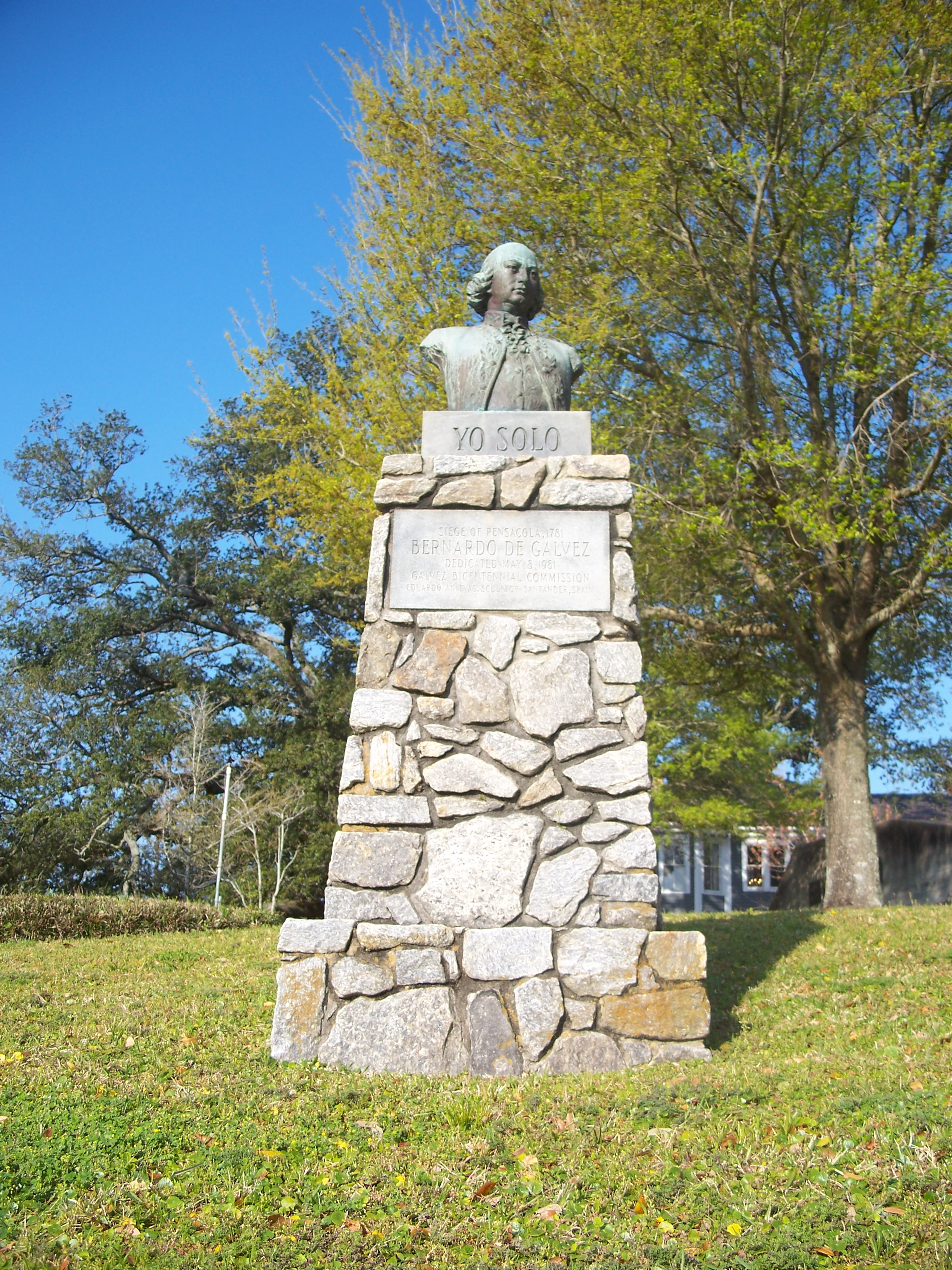
Monument célébrant le général Bernardo de Gálvez à Fort George érigé à l’occasion du bicentenaire du siège.
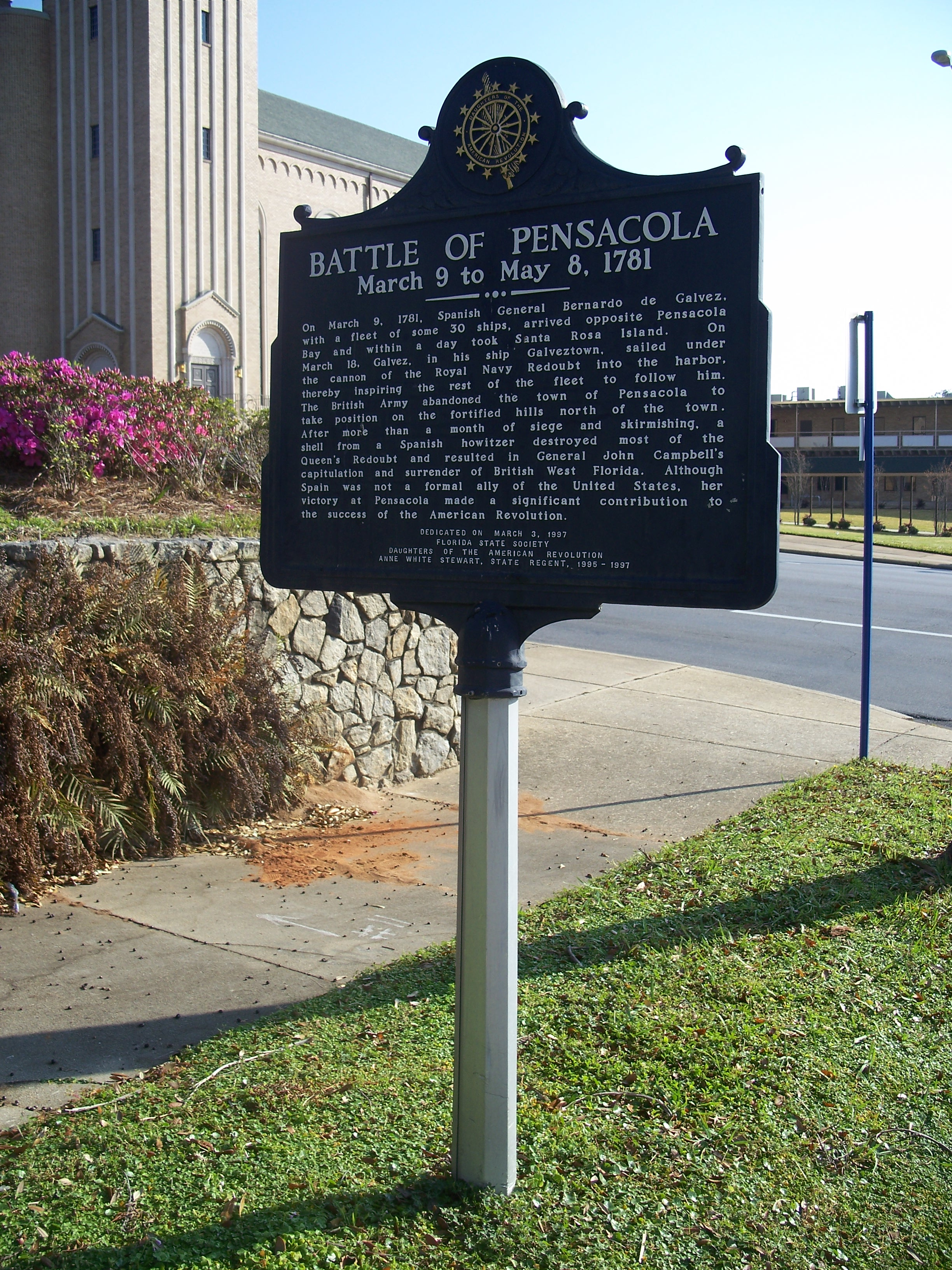
Plaque en anglais posée en 1997 pour rappeler le souvenir des combats et du siège de 1781.
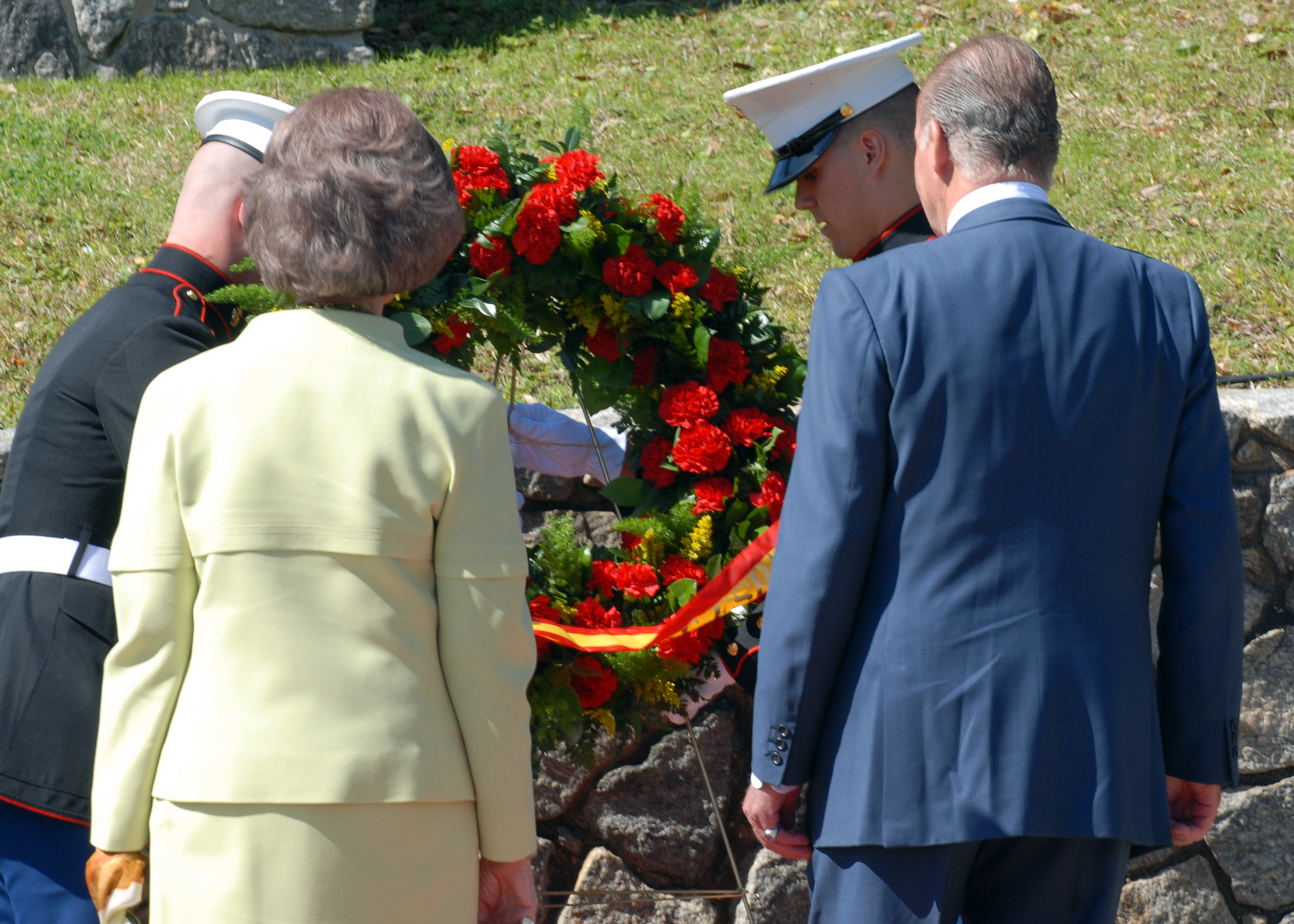
Juan Carlos d’Espagne et la reine Sophie déposant des fleurs en l’honneur de Bernardo de Gálvez à Fort George en 2009.

## Sources et bibliographie
: document utilisé comme source pour la rédaction de cet article.
En français
- Georges Lacour-Gayet, La marine militaire de France sous le règne de Louis XVI, Paris, éditions Honoré Champion, 1905, 719 p. (BNF 30709972, lire en ligne).
- Louis Édouard Chevalier, Histoire de la marine française pendant la guerre de l'indépendance américaine, précédée d'une étude sur la marine militaire de la France et sur ses institutions depuis le commencement du XVIIe siècle jusqu'à l'année 1877, Paris, éditions Hachette, 1877 (lire en ligne)
- Olivier Chaline (dir.), Philippe Bonnichon (dir.) et Charles-Philippe de Vergennes (dir.), Les marines de la Guerre d'Indépendance américaine (1763-1783) : L'instrument naval, t. 1, Paris, PUPS, 2013, 453 p. (ISBN 978-2-84050-890-8)
- Olivier Chaline (dir.), Philippe Bonnichon (dir.) et Charles-Philippe de Vergennes (dir.), Les marines de la Guerre d'Indépendance américaine (1763-1783) : L'opérationnel naval, t. 2, Paris, PUPS, 2018, 457 p. (ISBN 979-10-231-0585-8).
- Étienne Taillemite, Dictionnaire des marins français, Paris, Tallandier, coll. « Dictionnaires », octobre 2002, 537 p. [détail de l’édition] (ISBN 978-2847340082)
- Onésime Troude, Batailles navales de la France, t. 2, Paris, Challamel aîné, 1867, 469 p. (lire en ligne)
- Michel Vergé-Franceschi (dir.), Dictionnaire d’Histoire maritime, Paris, éditions Robert Laffont, coll. « Bouquins », 2002, 1508 p. (ISBN 2-221-08751-8 et 2-221-09744-0).
- Patrick Villiers et Jean-Pierre Duteil, L'Europe, la mer et les colonies, XVIIe-XVIIIe siècle, éditions Hachette, coll. « Carré Histoire », 1997
- Patrick Villiers, Des vaisseaux et des hommes : La marine de Louis XV et de Louis XVI, Paris, Fayard, coll. « Histoire », 2021, 416 p. (ISBN 978-2-213-68127-6)

En anglais
- (en) Thomas E. Chávez, Spain and the Independence of the United States : An Intrinsic Gift, University of New Mexico Press, 2003, 286 p. (ISBN 978-0-8263-2794-9, lire en ligne)
- (en) Alejandro de Quesada, Spanish Colonial Fortifications in North America 1565-1822, Osprey Publishing, 2010, 64 p. (ISBN 978-1-84603-507-4)
- (en) Steve Rajtar, Indian War Sites : A Guidebook to Battlefields, Monuments, and Memorials, State by State with Canada and Mexico, McFarland, 1999, 336 p. (ISBN 978-1-4766-1042-9, lire en ligne)
- (en) William S. Coker et Robert Right Rea, Anglo-Spanish confrontation on the Gulf Coast during the American Revolution, Pensacola, Fla, Gulf Coast History and Humanities Conference, 1982, 218 p. (ISBN 978-0-940836-16-7)
- (en) Alfred Thayer Mahan, The major operations of the navies in the war of American independence, Boston, Little, Brown, and company, 1913 (lire en ligne)
- (en) William Laird Clowes, The Royal Navy : a history from the earliest times to the present, vol. IV, Londres, Sampson Low, Marston & Co., 1898 (lire en ligne)